# 새뮤얼 보울스
새뮤얼 스테빈스 보울스(Samuel Stebbins Bowles, 1939년 1월 6일 ~)는 미국의 경제학자이며 매사추세츠 애머스트의 명예 교수로 미시경제학과 제도 이론을 가르치고 있다. 그의 저술은 신마르크스주의 (때로는 포스트 마르크스주의) 경제학 전통에 속해 있다. 그러나 그의 경제학적 관점은 다양해서 여러 학파를 넘나들고 있으며 이것은 post-Walrasian 경제학을 포함하고 있다.

## 생애
그의 아버지는 미국의 외교관이자 코네티컷 주지사였던 체스터 보울스이다. 그는 1960년대에 예일 대학교에서 공부했으며, 대학에서는 예일 러시아 합창단의 창립 멤버이기도 했으며 이때 러시아 방문 공여에 참여하기도 하였다. 1965년 하버드 대학교에서 '효율적인 자원의 할당 교육에서:기획으로 모델 응용 프로그램을 나이지리아'라는 논문으로경제학 박사학위를 수여받았다. 1973년부터 2001년까지 매사추세츠 애머스트 경제학과에서 교수로 일하면서 '급진주의자 패키지'라고 불리는 허버트 긴티스, 스티븐 레스닉, 리처드 D. 울프, 리처드 에드워즈와 함께 일했다.
현재 보울은 경제학과 교수에서 이탈리아 시에나 대학의 경제학과 교수이며, 뉴멕시코 산타페에 이있는 산타페 연구소의 아써 스피겔 연구 교수이자 행동 과학 프로그램의 책임자로 일하고 있다. 또한 매사추세츠 애머스트 대학원에서 미시경제학을 계속 가르치고 있다.
2006년에 글로벌 개발과 환경 연구소에서 경제이론에 뛰어난 공헌을 한 학자에게 수여하는 레온티프 상을 수여받았다.

## 같이 보기
- 자본 축적
- 제도경제학
- 마르크스주의 경제학
- 공급측면 경제학